# عبدالرحمن الجاسم
عبدالرحمن الجاسم (تولد ۱۴ اکتبر ۱۹۸۷) یک داور فوتبال اهل کشور قطر است. او از سال ۲۰۱۳ به عنوان داور بین‌المللی فیفا می‌باشد.
وی در لیگ قهرمانان آسیا، جام جهانی فوتبال زیر ۲۰ سال ۲۰۱۷، جام جهانی فوتبال ۲۰۲۲ و جام‌ملت‌های آسیا۲۰۲۳ قضاوت کرده است.
از مهمترین بازیهایی که این داور قضاوت کرده است می توان به بازی پرسپولیس - اولسان در فینال لیگ قهرمانان آسیا۲۰۲۰ اشاره کرد که با جنجال و اشتباهات زیادی همراه بود 
او همچنین در جام جهانی۲۰۲۲ قضاوت دیدار رده بندی کرواسی - مراکش را بر عهده داشته است. بازی ولز - آمریکا نیز دیگر بازی این جام با قضاوت او بوده است.
در جام‌ملت‌های آسیا۲۰۲۳ اولین بازی ایران برابر با فلسطین را قضاوت کرده است؛ در بازی عراق - اردن و ایران - سوریه نیز داور چهارم بوده است.